# Alejandro de Tomaso
Alejandro de Tomaso, né le 10 juillet 1928 à Buenos Aires, Argentine et mort le 21 mai 2003 à Modène, est un pilote automobile argentin, fondateur de la marque automobile De Tomaso.

## Biographie
Son père était d'origine italienne et sa mère argentine. Son père, qui a été ministre, meurt à l'âge de 38 ans et Alejandro quitte l'école à 15 ans pour s'occuper des affaires familiales. À 20 ans, Alejandro de Tomaso mène deux carrières de front : il s'occupe des ranchs familiaux et dirige un journal d'opposition au président Juan Perón. Il est même impliqué au sein d'un groupe qui avait pour but de renverser celui-ci mais leur tentative échoue. Expulsé à 27 ans, il revient sur les terres de son père en Italie près de Modène où il trouve une place de pilote pour la marque Maserati.
En 1957, il participe à son premier Grand Prix sur une Ferrari sur le circuit Oscar Alfredo Galvez de Buenos Aires en Argentine. Il se qualifie à la douzième place à plus de dix secondes de Stirling Moss, le poleman, et termine neuvième à neuf tours du vainqueur Juan Manuel Fangio. En 1958, il décroche l'indice de performance et la victoire de catégorie aux 24 Heures du Mans 1958 avec Colin Davis sur une petite O.S.C.A. Sport 750 TN. Un ans après, il court le second et dernier Grand Prix de sa carrière sur une Cooper aux États-Unis sur le circuit de Sebring. Qualifié en quatorzième position, il renonce sur des problèmes de freins alors qu'il n'a effectué que treize boucles.
En 1959, il fonde la marque automobile De Tomaso à proximité de Modène. Ford, n'ayant pas réussi à racheter Ferrari, s'allie à De Tomaso dans l'espoir de prendre une place dans le segment des voitures de sport luxueuse. Lee Iacocca, alors à la tête de Ford, se lie d'amitié avec De Tomaso et s'engage à lui fournir les moteurs dont il a besoin pour ses Pantera et Mangusta. Il lui propose aussi de développer une berline sportive de luxe, la Deauville. Dessinée par Tom Tjaarda, l'auteur de la Jaguar XJ, la Deauville reprendra certaines de ses formes. Les relations entre Ford et De Tomaso s'obscurcissent et la Deauville n'est jamais exportée aux États-Unis.
Il rachète aussi les entreprises Benelli et Moto Guzzi et leur insuffle une nouvelle dynamique avant de les revendre.

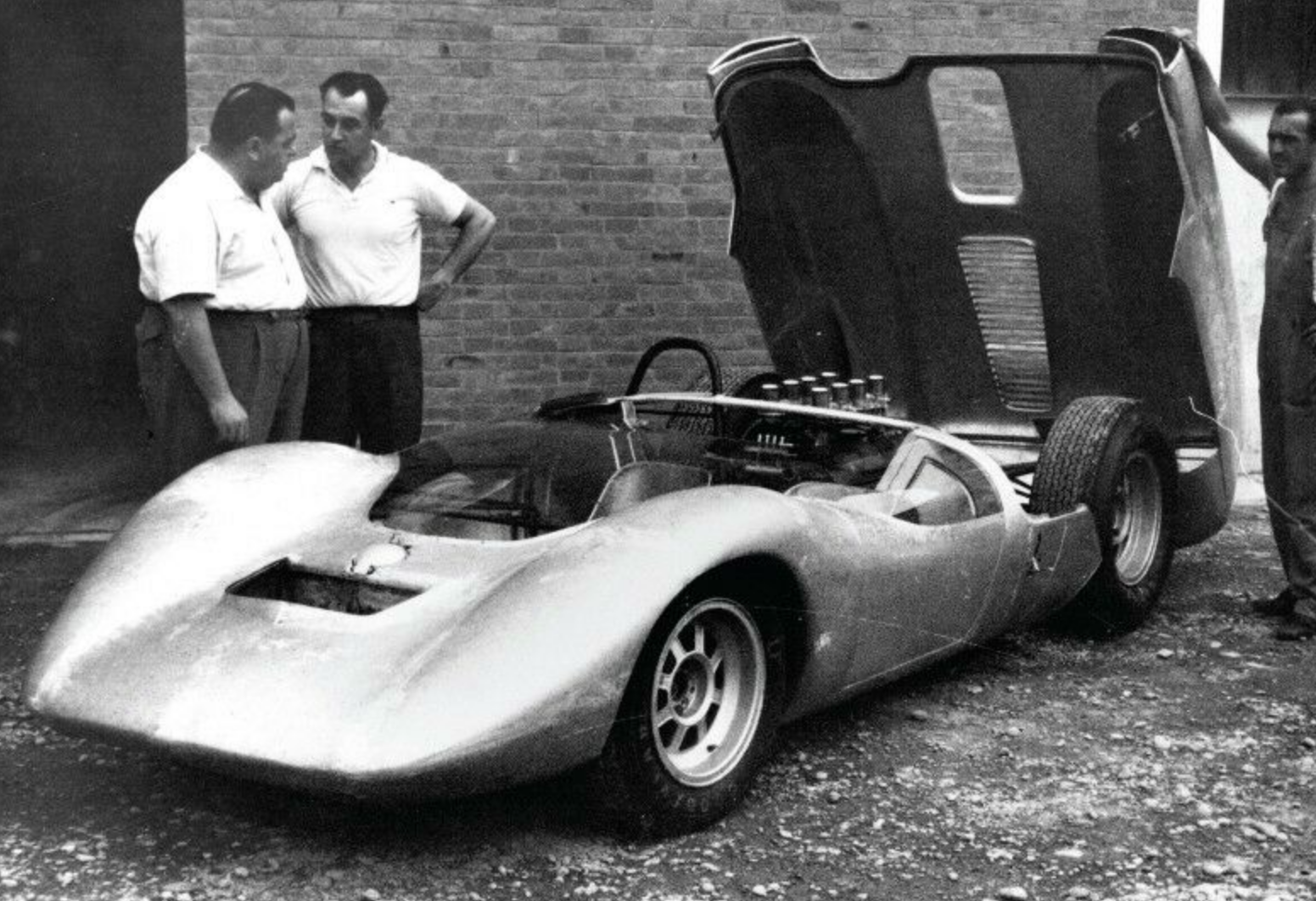
Medardo Fantuzzi et Alejandro de Tomaso au côté du prototype P70 en 1965.

Il inscrit son écurie, « De Tomaso Automobili SpA. », en 1961 et 1970. Elle apparait pour la première fois en France, en 1961. Dès les qualifications, la voiture pilotée par Giorgio Scarlatti est très vite reléguée à la dernière place, à huit secondes de celle qui la précède, la Lotus Climax de Ian Burgess. En course, le moteur casse après quinze tours. Lors du GP d'Italie, les trois engagés de De Tomaso F1, Nino Vaccarella, Roberto Bussinello et Roberto Lippi, abandonnent à cause d'un moteur cassé. En 1962 et 1963, la monoplace est engagée dans certains Grands Prix mais aucune ne se qualifie. Il abandonne donc la Formule 1 mais sa voiture réapparait sept ans plus tard, en 1970, pour l'écurie Williams avec comme pilote titulaire Piers Courage qui se tue à son volant lors du GP des Pays-Bas. Il est remplacé par Tim Schenken qui ne fait pas mieux. En 1971, Williams abandonne les De Tomaso pour des March Engineering.
Il rachète Maserati à Citroën et est à l'origine de la création des modèles Biturbo et de ses déclinaisons dans les années 1980 et Ghibli II et Shamal des années 1990. Il revend ensuite la marque Maserati au groupe Fiat qui la place d'abord sous l'égide de Ferrari, puis d'Alfa Romeo.

## Résultats en championnat du monde de Formule 1
| Saison | Écurie              | Châssis     | Moteur              | Pneus   | GP disputés | Points inscrits | Classement |
| ------ | ------------------- | ----------- | ------------------- | ------- | ----------- | --------------- | ---------- |
| 1957   | Scuderia Centro Sud | Ferrari 500 | Ferrari 4 en ligne  | Pirelli | 1           | 0               | n.c.       |
| 1959   | OSCA Automobili     | Cooper T43  | O.S.C.A. 4 en ligne | Dunlop  | 1           | 0               | n.c.       |